# Efecte Staebler-Wronski

Diferents tipus de silici.

L'efecte Staebler-Wronski (SWE) fa referència als canvis metaestables induïts per la llum en les propietats del silici amorf hidrogenat.
La densitat de defecte del silici amorf hidrogenat (a-Si:H) augmenta amb l'exposició a la llum, provocant un augment del corrent de recombinació i reduint l'eficiència de la conversió de la llum solar en electricitat.
Va ser descobert per David L. Staebler i Christopher R. Wronski l'any 1977. Van demostrar que el corrent fosc i la fotoconductivitat del silici amorf hidrogenat es poden reduir significativament mitjançant una il·luminació prolongada amb llum intensa. Tanmateix, en escalfar les mostres per sobre de 150 °C, podrien revertir l'efecte.

## Alguns resultats experimentals
- La fotoconductivitat i la conductivitat fosca disminueixen ràpidament al principi abans d'estabilitzar-se a un valor més baix.
- Les interrupcions de la il·luminació no tenen cap efecte sobre la velocitat de canvi posterior. Un cop la mostra torni a il·luminar, la fotoconductivitat baixarà com si no hi hagués interrupció.

## Explicacions proposades
La naturalesa i la causa exactes de l'efecte Staebler-Wronski encara no són ben conegudes. El silici nanocristal·lí pateix menys l'efecte Staebler-Wronski que el silici amorf, cosa que suggereix que el desordre a la xarxa de Si de silici amorf té un paper important. Altres propietats que podrien tenir un paper són la concentració d'hidrogen i el seu complex mecanisme d'enllaç, així com la concentració d'impureses.
Històricament, el model més afavorit ha estat el model de canvi d'enllaç d'hidrogen. Proposa que un parell d'electrons-forat format per la llum incident pot recombinar-se prop d'un enllaç feble Si-Si, alliberant energia suficient per trencar l'enllaç. Un àtom d'H veí forma llavors un nou enllaç amb un dels àtoms de Si, deixant un enllaç penjant. Aquests enllaços penjants poden atrapar parells d'electrons-forat, reduint així el corrent que pot passar. No obstant això, noves proves experimentals estan posant en dubte aquest model. Més recentment, el model de col·lisió H va proposar que dos esdeveniments de recombinació separats espacialment provoquen l'emissió d'hidrogen mòbil dels enllaços Si-H per formar dos enllaços penjants, amb un estat H aparellat metaestable que uneix els àtoms d'hidrogen en un lloc llunyà.

## Mètodes de reducció del SWE
- Utilitzant silici nanocristal·lí en comptes de silici amorf.
- Funcionant a una temperatura més alta. Això es pot aconseguir integrant la FV en un col·lector solar híbrid tèrmic fotovoltaic (PVT).
- Apilar una o més capes més fines de silici amorf juntament amb altres materials per formar una cèl·lula solar multiunió.[4] El camp elèctric més alt que s'aplica a les capes més fines sembla reduir l'SWE.